# (37749) Umbertobonori
1997 AG18 (asteroide 37749) é um asteroide da cintura principal. Possui uma excentricidade de 0.13052370 e uma inclinação de 6.52805º.
Este asteroide foi descoberto no dia 12 de janeiro de 1997 por Osservatorio San Vittore em Bologna.